# Joe Screen
Joseph „Joe” Screen (ur. 27 listopada 1972 w Chesterfield) – brytyjski żużlowiec, występujący również na długim torze i na trawie.

## Życiorys
Karierę sportową rozpoczął w 1989 w klubie Belle Vue Aces. Pierwszy znaczący sukces odniósł już w roku następnym zdobywając złoty medal Indywidualnych Mistrzostw Juniorów Wielkiej Brytanii. W 1993 r. sięgnął po tytuł Indywidualnego Mistrza Świata Juniorów oraz zadebiutował w Mistrzostwach Świata kończąc rywalizację na 13. miejscu. Tytuł Indywidualnego Mistrza Wielkiej Brytanii zdobywał dwukrotnie: w 1996 i 2004 r. W kadrze narodowej zadebiutował w 1991 roku (w 1992 sięgnął po brązowy a w 2000 r. po srebrny medal w rywalizacji drużynowej).

## Przynależność klubowa
Wielka Brytania
- Belle Vue Aces (1989–1993)
- Bradford Dukes (1994–1997)
- Belle Vue Aces (1998)
- Hull Vikings (1999)
- Eastbourne Eagles (2000–2003)
- Belle Vue Aces (2004–2008)
- Poole Pirates (2009)
- Wolverhampton Wolves (2010–)

Polska
- Włókniarz Częstochowa (1992)
- Unia Tarnów (1993)
- Włókniarz Częstochowa (1994–1997)
- Stal Rzeszów (1998–1999)
- Polonia Bydgoszcz (2000)
- Stal Gorzów Wlkp. (2002)
- Polonia Piła (2003)
- KM Ostrów (2006–2007)
- Speedway Miszkolc (Węgry, 2008)

Szwecja
- Getingarna Sztokholm (1993–1994)
- Dackarna Målilla (1996–2002)
- Valsarna Hagfors (2003)
- Vargarna Norrköping (2004)

## Starty w Grand Prix
W latach 1996–2002 był uczestnikiem cyklu Grand Prix. Chociaż był pełnoprawnym uczestnikiem w roku 2001, nie wystąpił ani razu z powodu kontuzji.
| Sezon | Numer | 1      | 2     | 3      | 4      | 5        | 6      | 7   | 8   | 9   | 10  | Msc. | Pkt. |
| ----- | ----- | ------ | ----- | ------ | ------ | -------- | ------ | --- | --- | --- | --- | ---- | ---- |
| 1996  | 13    | CZE 3  | ITA 7 | DEU 11 | SWE 2  | GBR 8    | DNK 7  |     |     |     |     | 13   | 38   |
| 1997  | 16    | CZE    | SWE   | DEU    | GBR 8  | POL      | DNK    |     |     |     |     | 19   | 8    |
| 1998  | 23    | CZE    | DEU   | DNK    | GBR 5  | SWE      | POL    |     |     |     |     | 27   | 5    |
| 1999  | 19    | CZE 12 | SWE 5 | POL 15 | GBR 12 | POL II 8 | POL 16 |     |     |     |     | 6    | 68   |
| 2000  | 4     | CZE 5  | SWE 5 | POL 6  | GBR 3  | DNK 7    | EUR 8  |     |     |     |     | 16   | 34   |
| 2001  | 18    | DEU    | GBR   | DNK    | CZE    | POL      | SWE    |     |     |     |     | 36   | ns   |
| 2002  | 11    | NOR    | POL   | GBR 6  | SVN    | SWE      | CZE    | SCA | EUR | DNK | AUS | 29   | 6    |

| Statystyki        | Statystyki |
| ----------------- | ---------- |
| Starty            | 21         |
| Zwycięstwa        | 0          |
| Miejsca na podium | 0          |
| Finalista         | 1          |
| Punkty            | 159        |

## Osiągnięcia
Indywidualne Mistrzostwa Świata
- 1993 –  Pocking - 13. miejsce - 5 pkt → wyniki
- 1996 – 6 rund - 13. miejsce - 38 pkt → wyniki
- 1997 – 6 rund - 19. miejsce - 8 pkt - z dziką kartą → wyniki
- 1998 – 6 rund - 27. miejsce - 5 pkt - z dziką kartą → wyniki
- 1999 – 6 rund - 6. miejsce - 68 pkt → wyniki
- 2000 – 6 rund - 16. miejsce - 34 pkt → wyniki
- 2001 – 6 rund - 36. miejsce - nie startował bo miał całoroczną kontuzją → wyniki
- 2002 – 6 rund - 29. miejsce - 6 pkt - z dziką kartą → wyniki

Indywidualne Mistrzostwa Świata Juniorów
- 1991 –  Coventry - 5. miejsce - 10 pkt → wyniki
- 1992 –  Pfaffenhofen an der Ilm - 3. miejsce - 13 pkt → wyniki
- 1993 –  Pardubice - 1. miejsce - 14+3 pkt → wyniki

Drużynowe Mistrzostwa Świata
- 1992 –  Kumla - 3. miejsce - 2 pkt → wyniki
- 1993 –  Coventry - 4. miejsce - 5 pkt → wyniki
- 1999 –  Pardubice - 4. miejsce - 4 pkt → wyniki
- 2000 –  Coventry - 2. miejsce - 12 pkt → wyniki

Drużynowy Puchar Świata
- 2002 - Zawody finałowe odbywały się w  Wielkiej Brytanii - 7. miejsce → wyniki
- 2005 - Zawody finałowe odbywały się w  Polsce - 4. miejsce → wyniki

Mistrzostwa Świata Par
- 1993 –  Vojens - 4. miejsce - 9 pkt → wyniki

Indywidualne Mistrzostwa Świata na długim torze
- 1993 –  Mühldorf am Inn - 11. miejsce - 9 pkt → wyniki
- 1994 –  Mariańskie Łaźnie - 12. miejsce - 8 pkt → wyniki
- 2000 – 5 rund - 16. miejsce - 20 pkt → wyniki

## Inne ważniejsze turnieje
Memoriał im. Edwarda Jancarza w Gorzowie Wlkp.
- 1994 – 1. miejsce - 13+3 pkt → wyniki